# Roller Girl
Roller Girl (Originaltitel: Whip It) ist eine US-amerikanische Dramedy aus dem Jahr 2009 von Drew Barrymore. Barrymore feierte mit diesem Film ihr Regiedebüt und war zudem als Produzentin und Schauspielerin tätig. Es ist die Verfilmung des Romans Derby Girl von Shauna Cross.

## Handlung
Der Film handelt von der rebellierenden jugendlichen Highschool-Schülerin Bliss Cavendar, 17, die aus ihrem tristen Alltag im texanischen Kaff Bodeen ausbrechen will. Anstatt weiterhin ganz nach der Vorstellung ihrer Mutter Brooke an Schönheitswettbewerben teilzunehmen, schließt sie sich deshalb ohne Wissen der Eltern einer Gruppe von Rollschuhfahrerinnen an und wird Mitglied der Roller-Derby-Mannschaft "Hurl Scouts". Hierbei muss die behütet aufgewachsene und zierliche Bliss die rauen Regeln der Vollkontaktsportart lernen. Aufgrund ihrer Schnelligkeit wird sie jedoch schnell zum Star der Szene, was auch den Eltern nicht verborgen bleibt und zu Konflikten führt.
Der Film zeigt, wie die anfangs schüchterne und ängstliche Hauptfigur Selbstbewusstsein und Reife gewinnt und lernt, sich im Alltag durchzusetzen. Im Gegensatz zu anderen Coming-of-Age-Filmen sucht die Hauptfigur gegen Ende der Handlung die entstandenen Konflikte mit ihren Eltern beizulegen und zeigt sich kompromissbereit. Diese akzeptieren dafür den Wunsch ihrer Tochter, weiterhin Roller Derby zu spielen.

## Soundtrack

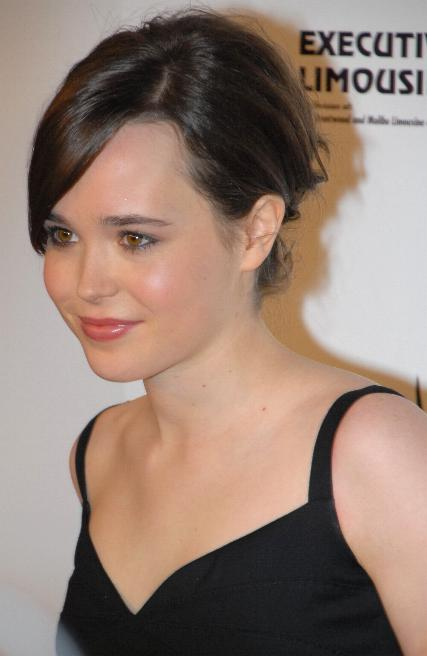
Elliot Page

1. Tilly and the Wall – „Pot Kettle Black“
2. Ramones – „Sheena Is a Punk Rocker“
3. Cut Chemist feat. Hymnal – „What’s the Altitude“
4. The Breeders – „Bang On“
5. The Raveonettes – „Dead Sound“
6. Clap Your Hands Say Yeah – „Blue Turning Grey“
7. Jens Lekman – „Your Arms Around Me“
8. Gotye – „Learnalilgivinanlovin“
9. Peaches – „Boys Wanna Be Her“
10. Dolly Parton – „Jolene“
11. 38 Special – „Caught Up in You“
12. Har Mar Superstar feat. Adam Green – „Never My Love“
13. Goose – „Black Gloves“
14. The Ettes – „Crown of Age“
15. Landon Pigg feat. Turbo Fruits – „High Times“
16. Little Joy – „Unattainable“
17. The Chordettes – „Lollipop (Squeak E. Clean & Desert Eagles remix)“
18. The Go! Team – „The Power Is On“
19. Apollo Sunshine – „Breeze“
20. Turbo Fruits – „Fun Dream Love Dream“ (on Amazon MP3 version)
21. Young MC – „Know How“ (on iTunes version)
22. The Section Quartet – „The Road to Austin“ (on iTunes version)

## Veröffentlichung
Nach seinem Kinostart am 2. Oktober 2009 konnte der Film bei einem Produktionsbudget von etwa 15 Mio. US-Dollar weltweit über 16 Mio. US-Dollar einspielen. In Deutschland startete der Film am 1. September 2011 in den Kinos. In Deutschland wurde der Film am 3. Februar 2012 als DVD und Blu-ray veröffentlicht.